# Стайковци
Стайковци или Стайковце (на македонска литературна норма: Стајковци) е село в Община Гази Баба на Северна Македония.

## География
Селото е разположено в Скопската котловина, североизточно от Скопие и на практика е негов квартал. Въпреки това, повечето хора смятат мястото за част от Църногорието, тъй като по-голямата част от жителите в селото идват от региона, а поради това, че е на 2-3 км от Црешево и на подобно разстояние от Смилковци, и двете села се намират в Църногорието. Поради това селото технически е част от Църногорието.

## История
В края на XIX век Стайковци е българско село в Скопска каза на Османската империя. До Стайковци е разположено и малката махала Рукомия (Рукомија). Според статистиката на Васил Кънчов („Македония. Етнография и статистика“) към 1900 година в Стайковци живеят 85, а в Рукомия - 54 българи християни.
В началото на XX век цялото население на селото е под върховенството на Българската екзархия. По данни на секретаря на екзархията Димитър Мишев („La Macédoine et sa Population Chrétienne“) в 1905 година в Стайковци има 24 българи екзархисти.
След Междусъюзническата война в 1913 година селото попада в Сърбия.
На етническата си карта от 1927 година Леонард Шулце Йена показва и Стайковце (Stajkovce) и Рукумия (Rukumija) като села с неясен етнически състав.
На етническата си карта на Северозападна Македония в 1929 година Афанасий Селишчев отбелязва Рукомия като българско село.
Според преброяването от 2002 година Стайковци има 3532 жители.
| Националност     | Всичко |
| северномакедонци | 3207   |
| албанци          | 232    |
| турци            | 2      |
| роми             | 43     |
| власи            | 0      |
| сърби            | 38     |
| бошняци          | 0      |
| други            | 10     |